# Воинское кладбище № 52 (Здыня)
 Памятник культуры Малопольского воеводства: регистрационный номер 563 от  4 ноября 1988 года.
Воинское кладбище № 52 — Здыня (пол. Cmentarz wojenny nr 52 - Zdynia, русс. - Ждыня) — воинское кладбище, находящееся в селе Здыня (Ждыня) в гмине Усце-Горлицке, Горлицкий повят, Малопольское воеводство. Кладбище входит в группу Западногалицийских воинских захоронений времён Первой мировой войны. На кладбище похоронены военнослужащие Австро-Венгерской и Российской армий, погибшие во время Первой мировой войны в феврале 1915 года. Исторический памятник Малопольского воеводства.

## История
Кладбище было основано в 1915 году по проекту словацкого архитектора Душана Юрковича. На кладбище площадью 125 квадратных метра находится 2 братских и 3 индивидуальных могил, в которых похоронены 32 австро-венгерских и 18 русских солдат.
4 ноября 1988 года кладбище было внесено в реестр исторических памятников Малопольского воеводства (№ 562).

## Описание
Кладбище располагается при дороге 977 Конечна — Горлице. На кладбище находится каменный памятник, увенчанный крестом, на котором сохранилась оригинальная надпись на немецком языке:
GETREU DEM EIDE, GETREU DER PFLICHT
 HABEN SIE BLUT UND LEBEN 
 AUF HETER WALSTATT GEGEBEN. 
OB. FREUND, OB. FEIND — FÜR EWIG NICHT
SOLLEN DES RUHMES ENTRATEN
DIE WACKERN TOTEN SOLDATEN

## Источник
- Oktawian Duda: Cmentarze I wojny światowej w Galicji Zachodniej. Warszawa: Ośrodek Ochrony Zabytkowego Krajobrazu, 1995. ISBN 83-85548-33-5.